# Jugend-Denkmal

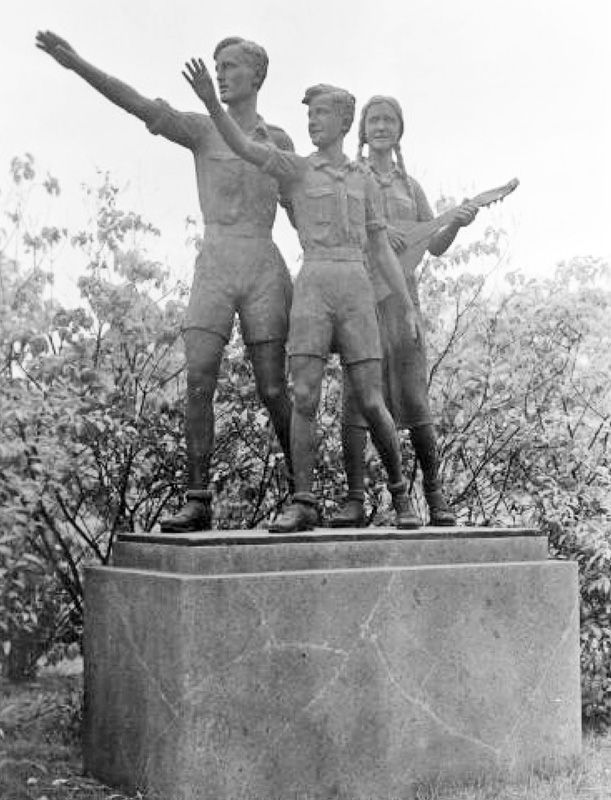
Das Jugend-Denkmal

Das Jugend-Denkmal in Leipzig war eine Bronze-Skulptur, die der nationalsozialistischen Jugendorganisation Hitlerjugend gewidmet war.
Sie wurde 1938 an der Grünanlage der Straßengabelung Reitzenhainer (heute Prager) und Naunhofer Straße im Stadtteil Thonberg aufgestellt.  Ihr Schöpfer war der Bildhauer Walter Zschorsch (1888–1965), der an der Kunstakademie Leipzig unter anderem bei Max Klinger studiert hatte. Von 1863 an hatte an der Denkmalstelle ein als Grundstein eines Völkerschlachtdenkmals bezeichneter Steinquader gelegen, der bei der Errichtung des Völkerschlachtdenkmals in dessen Fundament einbetoniert worden war.
Das Jugend-Denkmal bestand aus einer Gruppe von drei Jugendlichen, zwei Jungen und einem Mädchen, auf einem Steinsockel. Sie waren uniformiert gekleidet. Die größere der Jungen hob die Hand zum Hitlergruß, das Mädchen spielte auf einer Wandervogellaute. Der kleinere der Jungen trug ein Fahrtenmesser und der größere eine Feldflasche am Gürtel.
Augenscheinlich sollten die drei als Repräsentanten der drei Zweige der Hitlerjugend gelten: der eigentlichen Hitlerjugend (HJ) für Jungen von 14 bis 18 Jahren, des Deutschen Jungvolks (DJ) für Jungen von 10 bis 14 Jahren und des Bundes Deutscher Mädel (BDM) für Mädchen von 10 bis 18 Jahren.
Dem Aufruf zur Metallspende des deutschen Volkes von 1940 für die Beschaffung kriegswichtiger Rohstoffe fiel auch das Jugend-Denkmal trotz seiner ideologischen Ausrichtung zum Opfer. Es wurde zusammen mit weiteren 29 Leipziger Denkmalen 1942 zum Einschmelzen abgebaut. Eine letzte Fotografie existiert vom Sammelplatz der abgebauten Denkmale in der Dauthestraße.

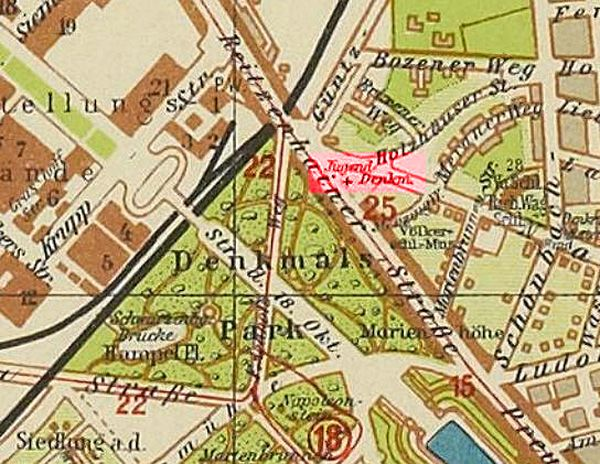
Der Ort des Denkmals auf einem Stadtplan von 1940
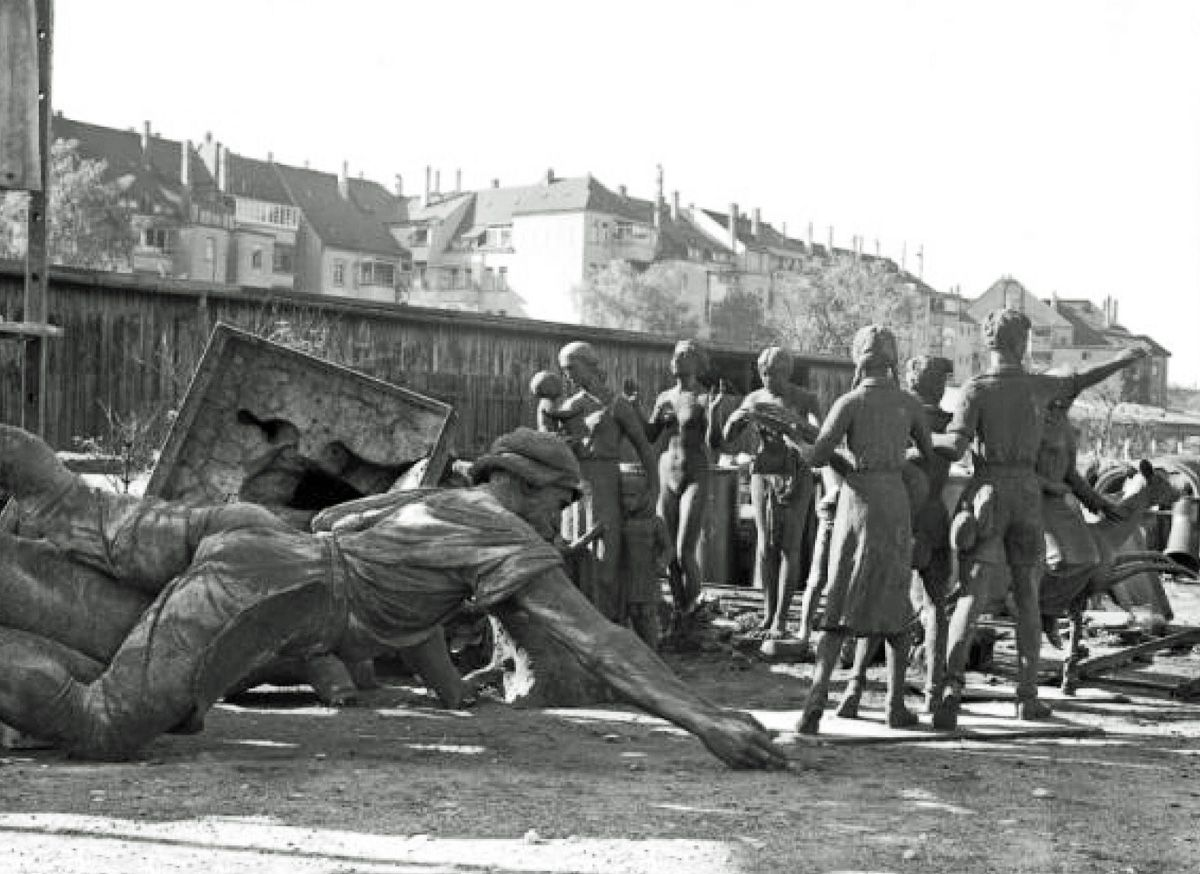
Der Sammelplatz der abgebauten Denkmale, rechts das Jugend-Denkmal